# Sächsischer Förderpreis für Demokratie

Logo des Sächsischen Förderpreises für Demokratie

Der Sächsische Förderpreis für Demokratie ist ein für Initiativen vergebener Förderpreis, die gegen rechte Gewalt, für Menschenrechte und die Förderung einer demokratischen Zivilgesellschaft eintreten.
Die Initiatoren des Preises sind die Amadeu Antonio Stiftung, die Freudenberg Stiftung und die Sebastian-Cobler-Stiftung.
Mit dem Sächsischen Förderpreis werden Praxisbeispiele prämiert, die helfen den Rechtsextremismus speziell in Sachsen zu bekämpfen. Bewerben können sich Vereine, Netzwerke gegen Extremismus und Rassismus, Jugendinitiativen, Kirchengemeinden, Schulen, Schülerclubs, Bürgerinitiativen, Unternehmen, Betriebe und Kommunen. Der Förderpreis wird seit 2007 vergeben. Eine Jury aus Vertretern der auslobenden Stiftungen, Wissenschaft, Politik, Medien und Kunst vergibt zwei Hauptpreise, dotiert mit je 5000 Euro sowie acht Anerkennungspreise (je 1000 Euro). Im Jahr 2014 kam ein Kommunenpreis (3000 Euro) hinzu.
Prämiert werden Initiativen, die die demokratische und tolerante Alltagskultur stärken, sich offensiv mit Themen wie Menschenrechte und Minderheitenschutz auseinandersetzen, Opfer extremistischer und rassistischer Gewalt unterstützen, die Zusammenarbeit mit Schulen, Kommunen, Polizei, lokalen Unternehmen und Kirchengemeinden unterstützen oder in Unternehmen für das Entstehen eines Betriebsklimas eintreten, das Rassismus und Diskriminierung ächtet.
Im Jahr 2010 lehnte das Projekt AKuBiZ, das in der Neonazi-Hochburg Sächsische Schweiz antirassistische Arbeit betreibt, den Preis ab. Begründet wurde dies mit der Voraussetzung, dass die Preisträger eine Erklärung gegen Extremismus unterzeichnen sollten. Das AKuBiZ wäre verpflichtet worden, seine Bündnispartner vor einer Zusammenarbeit zu überprüfen, was das Projekt mit einem Vergleich auf die Methoden der DDR-Staatssicherheit zurückwies und statt der jetzigen Erklärung eine Verpflichtung für humanistische und den Menschenrechten verpflichtende Ideale forderte.
Der Vorfall führte dazu, dass der Sächsische Förderpreis im kommenden Jahr unabhängig vom Sächsischen Staatsministerium ausgelobt wurde. Seit 2011 müssen Bewerber für den Sächsischen Förderpreis für Demokratie keinerlei Demokratieerklärung unterzeichnen. Der Freistaat Sachsen verleiht gemeinsam mit der Stiftung Frauenkirche Dresden und der Kulturstiftung Dresden der Dresdner Bank seitdem einen eigenen Preis, den Sächsischen Bürgerpreis.

Plakat zur Ausschreibung des Sächsischen Förderpreises für Demokratie 2012

## Preisträger
- 2007: Bündnis für Menschenwürde – gegen Rechtsextremismus im Landkreis Mittweida, Netzwerk für Demokratische Kultur e. V. (Wurzen), Schulmuseum – Werkstatt für Schulgeschichte Leipzig e. V.[2]
- 2008: Bunte Platte e. V. (Leipzig) und Treibhaus e. V. (Döbeln), Sonderpreise: Aktion Zivilcourage (Pirna) und die AG Markt der Kulturen (Pirna)[2]
- 2009: Medinetz Dresden e. V. und Roter Stern Leipzig, Sonderpreis: Hillersche Villa – Soziokultur im Dreiländereck e. V. (Zittau)[2]
- 2010: Alternatives Kultur- und Bildungszentrum Sächsische Schweiz – AKuBiZ (Pirna) (Preis nicht angenommen), Sonderpreis: Bürger.Courage e. V. (Dresden)[2]
- 2011: Augen auf e. V. und das Bunte Bürgerforum für Demokratie Limbach-Oberfrohna[2]
- 2012: Bündnis Nazifrei! Dresden stellt sich quer und die Leipziger Flüchtlingsinitiative Menschen.Würdig[2]
- 2013: AG Asylsuchende Sächsische Schweiz-Osterzgebirge und das Soziokulturelle Zentrum Alte Brauerei e. V. aus Annaberg-Buchholz[2]
- 2014: Bündnis „Bautzen bleibt bunt – Budyšin wostanje pisany“[2]
- 2015: Bürgerinitiative „Gesicht zeigen“ – Netzwerk für demokratisches Handeln und Jürgen Opitz, Bürgermeister der Stadt Heidenau (Kommunenpreis)[2]
- 2016: Flüchtlingshilfe Königshain-Wiederau und Theater der Jungen Welt, Leipzig
- 2017: RAA Hoyerswerda Ostsachsen e. V. und RAA Sachsen e. V.
- 2018: Agenda Alternativ e. V., Schwarzenberg/Erzgeb.
- 2019: Dorf der Jugend, Grimma sowie die Stadt Thalheim/Erzgeb.[3]
- 2020: Karawane der Vernunft (Reaktion auf B-96-Proteste) und Initiative für mehr gesellschaftliche Verantwortung im Breitensport Fußball (IVF) sowie die Stadt Leipzig[4]
- 2021: bring back our neighbours, Protestbündnis aus Pirna gegen die Abschiebung einer georgischstämmigen Familie und der Plauener Verein colorido[5]
- 2022: Kulturwerkstatt Geithain e. V.[6]
- 2023: Verein Alter Gasometer (Zwickau)[7]
- 2024: Bunte Perlen Waldheim[8]